# Xorides aculeatus
Xorides aculeatus är en stekelart som beskrevs av Liu och Mao-Ling Sheng 1998. Xorides aculeatus ingår i släktet Xorides och familjen brokparasitsteklar. Inga underarter finns listade i Catalogue of Life.